# Europese kampioenschappen waterski racing
De Europese kampioenschappen waterski racing zijn tweejaarlijks kampioenschappen georganiseerd door de IWWF Europe voor waterskiërs. De eerste editie vond plaats in het Britse Whitstable.

## Erelijst

### Heren
Formule 1
| Editie | Jaar | Locatie      | Goud                | Zilver              | Brons            |
| ------ | ---- | ------------ | ------------------- | ------------------- | ---------------- |
| 1      | 1969 | Whitstable   | Billy Rixon         |                     |                  |
| 2      | 1970 | Canzo        | Brendan Bowles      |                     |                  |
| 3      | 1971 | Tervant      | Bruno Cassa         |                     |                  |
| 4      | 1972 | Varne        | John Harvey         |                     |                  |
| 5      | 1973 | Canzo        | Billy Rixon         |                     |                  |
| 6      | 1974 | Hoorn        | Bruno Cassa         |                     |                  |
| 7      | 1975 | El Balis     | Enrico Guggiari     |                     |                  |
| 8      | 1976 | Harlepool    | Billy Rixon         |                     |                  |
| 9      | 1977 | Blankenberge | Billy Rixon         |                     |                  |
| 10     | 1978 | Wiesbaden    | Billy Rixon         |                     |                  |
| 11     | 1979 | Campione     | Billy Rixon         |                     |                  |
| 12     | 1980 | Harderwijk   | Danny Bertels       |                     |                  |
| 13     | 1981 | Marseille    | Danny Bertels       |                     |                  |
| 14     | 1982 | Rapita       | Werner Smolderen    |                     |                  |
| 15     | 1983 | Torquay      | Danny Bertels       |                     |                  |
| 16     | 1984 | Olen         | Andy Coe            |                     |                  |
| 17     | 1985 | Koblenz      | Steven Moore        |                     |                  |
| 18     | 1986 | Sarnico      | Steven Moore        |                     |                  |
| 19     | 1987 | Harderwijk   | Steven Moore        |                     |                  |
| 20     | 1988 | Rouen        | Steven Moore        |                     |                  |
| 21     | 1989 | Caspe        | Stefano Gregorio    | Carlo Cassa         |                  |
| 22     | 1990 | Jersey       | Darren Kirkland     |                     |                  |
| 23     | 1992 | Sicilië      | Stefano Gregorio    | Pierantonio Caimi   | Peter Tarrida    |
| 24     | 1994 | Oropesa      | Stefano Gregorio    |                     |                  |
| 25     | 1996 | Gallipoli    | Carlo Cassa         | Darren Kirkland     | Danny Van de Ven |
| 26     | 1998 | Biscarosse   | Darren Kirkland     | Peter Bertels       | Jamie Cramphorn  |
| 27     | 2000 | Cheratte     | Darren Kirkland     | Micha Robijn        | Devid Conti      |
| 28     | 2002 | Plymouth     | Carlo Cassa         | Darren Kirkland     | Filip Vervecken  |
| 29     | 2004 | Korneuburg   | Kenny Weckx         | Filip Vervecken     | Dimitri Bertels  |
| 30     | 2006 | Harderwijk   | Carl Brooks         | Tommy Klarenbeek    | Dimitri Bertels  |
| 31     | 2008 | Ramsgate     | Dimitri Bertels     | Tommy Klarenbeek    | Darren Kirkland  |
| 32     | 2010 | Cadiz        | Darren Kirkland     | Kenny Weckx         | Marc Avella      |
| 33     | 2012 | Genk         | Steven Van Gaeveren | Marc Avella         | Dave Vansteelant |
| 34     | 2014 | Vichy Eguzon | Dave Vansteelant    | Steven Van Gaeveren | Kurt Brooks      |
| 35     | 2016 | Krems        | Steven Van Gaeveren | Roy De Weert        | Buby Bertels     |
| 36     | 2018 | Dunoon       | Steven Van Gaeveren | Tim Lisens          | Robin Mariën     |

### Dames
Formule 1
| Editie | Jaar | Locatie      | Goud                | Zilver              | Brons                  |
| ------ | ---- | ------------ | ------------------- | ------------------- | ---------------------- |
| 1      | 1981 | Marseille    | Miriam Grignani     |                     |                        |
| 2      | 1982 | Rapita       | Elisabeth Hobbs     |                     |                        |
| 3      | 1983 | Torquay      | Elisabeth Hobbs     |                     |                        |
| 4      | 1984 | Olen         | Miriam Grignani     |                     |                        |
| 5      | 1985 | Koblenz      | Miriam Grignani     |                     |                        |
| 6      | 1986 | Sarnico      | Elisabeth Hobbs     |                     |                        |
| 7      | 1987 | Harderwijk   | Nikki Carpenter     |                     |                        |
| 8      | 1988 | Rouen        | Nikki Carpenter     |                     |                        |
| 9      | 1989 | Caspe        |                     |                     |                        |
| 10     | 1990 | Jersey       | Rachel Casson       |                     |                        |
| 11     | 1992 | Sicilië      | Valeria Bruschi     |                     |                        |
| 12     | 1994 | Oropesa      | Jolanda Bonestroo   |                     |                        |
| 13     | 1996 | Gallipoli    | Jolanda Bonestroo   | Doortje D'Hellem    | Marina Calegari        |
| 14     | 1998 | Biscarosse   | Jolanda Bonestroo   | Tina Feringa        | Doortje D'Hellem       |
| 15     | 2000 | Cheratte     | Jolanda Bonestroo   | Kim Lumley          | Lena Feringa           |
| 16     | 2002 | Plymouth     | Kim Lumley          | Lena Feringa        | Ivy Jennes             |
| 17     | 2004 | Korneuburg   | Kim Lumley          | Lena Feringa        | Natalie Scott          |
| 18     | 2006 | Harderwijk   | Kim Lumley          | Christel Magdeleyns | Sabine Ortlieb         |
| 19     | 2008 | Ramsgate     | Kim Lumley          | Sabine Ortlieb      | Sylvia De Spiegeliere  |
| 20     | 2010 | Cadiz        | Lena Feringa        | Kathrin Ortlieb     | Vicky Leysen           |
| 21     | 2012 | Genk         | Christel Magdeleyns | Kathrin Ortlieb     | Sylvia De Spiegeleire  |
| 22     | 2014 | Vichy Eguzon | Kathrin Ortlieb     | Vicky Leysen        | Davina Sipido          |
| 23     | 2016 | Krems        | Sabine Ortlieb      | Kathrin Ortlieb     | Katharina Haselsteiner |
| 24     | 2018 | Dunoon       | Sabine Ortlieb      | Marisa Alongi       | Samantha Clark         |